# Eichenhudewälder bei Lauenberg
Die Eichenhudewälder bei Lauenberg sind zwei mit Eichen bewaldete Flächen, die ein ehemaliges Naturschutzgebiet im niedersächsischen Landkreis Northeim bilden. Beide Gebiete liegen im gemeindefreien Gebiet Solling innerhalb des Mittelgebirges Solling. Das ehemalige Naturschutzgebiet ging im Oktober 2020 im neu ausgewiesenen Naturschutzgebiet „Wälder im Solling bei Lauenberg“ auf.

## Beschreibung
Wenige hundert Meter südwestlich von Lauenberg beginnt die größere der beiden Teilflächen. Sie ist 21,6 ha groß, während die andere Fläche nur 2,6 ha groß ist und rund 3 km weiter südwestlich liegt. Die größere der beiden Teilflächen ist Bestandteil des FFH-Gebietes „Wälder im Solling bei Lauenberg“.
Der Baumbestand umfasst im Wesentlichen Traubeneichen aller Altersstufen, die ältesten wachsen dort seit dem 15. Jahrhundert. Durch die bis in das 19. Jahrhundert anhaltende Nutzung als Waldweide bekam das Gebiet den für Hutewälder typischen hellen, das Sonnenlicht bis an den Waldboden durchlassenden Charakter. Infolge der Einstellung der Nutzung hat sich eine krautige, mit Buchen- und Eschen-Unterholz durchsetzte Pflanzenschicht gebildet. Dadurch ist das Gebiet im inneren Bereich kaum zugänglich, was auch das Schutzziel unterstützt.
Wanderer können auf einem am Ostrand der größeren Fläche verlaufenden Forstweg einen unmittelbaren Eindruck gewinnen.
Zur Fauna des Gebietes gehören bekannte Arten wie Eichhörnchen oder Eichelhäher, unauffällige wie der Gartenbaumläufer und seltene Arten wie der Hirschkäfer. In Verbindung mit dem vielfältigen Insektenvorkommen bietet der Altholzanteil dem Mittelspecht Lebensraum. Häufig lassen sich Trauerschnäpper, Wacholderdrossel, Blaumeise, Kohlmeise und Kleiber beobachten.

## Geschichte
In der näheren Umgebung des größeren Eichenhudewaldes liegen mehrere mit bewirtschaftetem Wald bestandene Berge. Sie fallen kaum auf, da das Schutzgebiet selbst als Hochebene bereits auf rund 300 m Höhe liegt. Nördlich befindet sich der Burghals mit der Burgruine Lauenberg, südwestlich der Lehmseberg, südlich der Berg Platte und östlich neben dem anderen Dießeufer der Große Ohrenberg. Der durch sie umgrenzte Raum war im Mittelalter Zentrum eines Siedlungsgebietes, zu dem Dörfer wie Northagen und Rodenwater zählten. 1388 waren sie Teil des Verkaufspaketes der Herren Grubo von Grubenhagen und fielen später wüst.
Das Gebiet lag im Großen Lauenberger Forst, in dem die Gerechtsame für Leseholz zu Brennzwecken in den folgenden Jahrhunderten nicht nur von dem unmittelbar benachbarten Dorf, sondern auch von Freien aus Hilwartshausen und der Papiermühle in Relliehausen ausgeübt wurde. Die Nutzungsberechtigten mussten den Landesherren als Gegenleistung bei Bedarf kostenlos ihre Fuhrwerke zur Verfügung stellen. Gemäß Gewohnheitsrecht war das Dorf Lauenberg frei von Abgaben für die Eichelmast. Die Waldnutzung als Weide, die im Mittelalter wegen Ertragsmangels im Ackerbau auf den ortsnahen Flächen entstanden war, wurde erst nach dem Aufkommen von Dünger und den durch die Preußischen Agrarverfassung geänderten Grundbesitzregelungen eingestellt.
In der Frühen Neuzeit war der bei Lauenberg erhaltene Baumbestand charakteristisch für größere Teile des Sollings, bis insbesondere die Höhenlagen mit Fichten bepflanzt wurden, nachdem einige Gebiete wie die Große Blöße durch Übernutzung und durch einen Sturm am Himmelfahrtstag 1766 gänzlich entwaldet worden waren. Ein Oberförster im Solling beschrieb als Zeitzeuge den in der Mitte des 19. Jahrhunderts teils verwilderten Zustand der Huteflächen:

„Vereinzelte oder horstweise stehende Eichen und Buchen, ebenfalls angesiedelte Weißdornen und zahlreiche Wildobstbäume mit ihren grotesken Formen, und vor allem wahre Dickungen von mehr als mannshohem Farnkraut waren damals neben dürftigem Graswuchs vielfach das Bodenprodukt. … Vorzugsweise zeichnete der gesamte Solling sich damals aber noch aus durch mehrhundertjährige Eichenbestände in einer so raumen Stellung, wie sie nur ein solcher servitutenreicher Wald zulassen konnte. … Vermochten doch auch die in diesen riesigen Waldkomplex eingesprengten wenigen kleinen Dörfchen und vereinzelten Siedelungen die erhabene Ruhe, welche unausgesetzt auf dem Höhenzuge herrschte, nur wenig zu unterbrechen.“